# 胥治中
胥治中（1917年10月27日—1994年5月7日），又名李林中，湖北石首调关镇八十丈村人，中国人民解放军开国少将。

## 生平
童年时当放牛娃，读过私塾，读书期间积极参加儿童团、少先队活动。1930年7月参加中国工农红军。1931年加入中国共产主义青年团，1935年初转入中国共产党。历任红二军团独立团、第四师、第七师通讯员、宣传员、侦察员、卫生员，湘鄂川黔边区保卫局保训队学员，红二方面军卫生部特派员，五师15团特派员，之后随部参加长征。抗日战争时期，历任八路军留守兵团警卫四团特派员，中央社会部三边情报站站长，鄂中区党委社会部兼新四军鄂豫纵队社会保卫部部长，中原三地委社会部部长兼三专署公安局局长，中原三地委常委等职。
第二次国共内战时期，历任江汉军区政治部主任、鄂西北军区政治部副主任。与刘昌毅副司令员一起率领第一支队开展游击战争，经过—千多里的紧急行军，胜利地抵达皖西，编为皖西人民自卫军。1948年5月任中原军区补训旅旅长兼政委。在中国人民解放军第十一军政治部主任等职。
中华人民共和国成立后，历任海军青岛基地政治部副主任、海军炮兵学校政治委员、兼任烟台市委委员。海军文化速成中学学员。1961年调任国防部第七研究院副院长，院长刘华清。1965年任六机部第七研究院党委书记、六机部党委委员。
文革后任第五、六届全国政协委员。1955年，授予中国人民解放军少将。1994年5月7日在北京去世。